# Sandro Stocker
Sandro Stocker (3 de marzo de 1993 ) es un actor peruano-suizo.

## Biografía
Stocker creció en Derendingen.  Obtuvo su primera experiencia teatral en 2008 en el Mausefalle Theatre in Solothurn y luego en el club juvenil del Solothurn City Theatre, donde en 2011 interpretó el musical Spring Awakening! Contribución de Nuran David Calis .
De 2010 a 2013 estudió actuación en la Escuela de Actores de Cine Europeo de Zúrich.
Con la pieza premiada  Verrücktes Blut, (directora: Tina Geissinger ), en la que interpreta a Hasan, un estudiante de una escuela llamada  "Brennpunkt", comenzó su primer compromiso en Eurostudio Landgraf en Alemania después de completar con éxito su título de actor.  Stocker realizó una gira por Alemania y Austria con la pieza en 2014.
A esto le siguieron varios compromisos teatrales en Suiza. En la temporada 2015/16 fue invitado en el “Teatro Arlecchino” de Basilea como mariscal de la corte en la obra de cuento de hadas Rumpelstilzli . En el estreno, en septiembre de 2016 y en la reanudación en noviembre de 2018, Stocker apareció en el papel de la hermana menor Catherine en la obra Huit Femmes de Robert Thomas en el Casino Theatre Münsingen.
Desde diciembre de 2019 hasta enero de 2020, Stocker interpretó el papel de Robbie en el musical suizo de máquina de discos Heimweh - Fernweh . Es miembro permanente del conjunto del Teatro 58 de Zúrich desde la temporada 2019/20.  Allí debutó en febrero de 2020 junto a Dagmar Loubier en una versión teatral del cuento Oskar and the Lady in Pink de Eric-Emmanuel Schmitt .
Además de sus compromisos en el teatro y el cine, Stocker también actuó como figura publicitaria para Volkswagen, SAP y Migros .

## Filmografía (selección)
- 2015: En peligro - Un momento fatídico ( episodio 2x36 )
- 2016: La vida después de Orange
- 2016: un gorrión en una jaula
- 2016: Melinda
- 2017: la maleta
- 2017: número de expediente XY
- 2018: Impoverished (cortometraje)
- 2019: Deus Vult (cortometraje)
- 2020: Weightless (película de graduación de SAE Zúrich )
- 2021: Ctrl All Del (serie web ZHdK)
- 2023: Velo Gang

## Teatro (selección)
- 2011: Theatre Orchestre Biel Solothurn - Obra: Spring Awakening - Director: Andreas Schmidhauser-Nold
- 2014: Eurostudio Landgraf - Crazy Blood - Tina Geissinger
- 2015/2016: Teatro Arlecchino - Rumpelstiltskin - Raphael Bachmann
- 2016: Casino Theatre Münsingen - Huit Femmes - Alex Truffer
- 2017: Störtheater Zürich - Incognito - Hans-Peter Rieder
- 2018: Casino Theatre Münsingen - Huit Femmes - Alex Truffer
- 2019/2020: centro de exposiciones de Lucerna - nostálgico- pasión por los viajes: el musical - Max Sieber
- 2020: Teatro 58 - Oskar y la dama de rosa - André Revelly
- 2022: Musical Theater Basel / Bernexpo / Theater 11 Zürich – Heimweh – Fernweh: das Musical – Max Sieber
- 2023: Teatro Barranco Lima – En el país de las pesadillas – Jorge Pecho